# 東京都農業協同組合中央会
東京都農業協同組合中央会（とうきょうとのうぎょうきょうどうくみあいちゅうおうかい）は、東京都立川市に本部を置く農業協同組合中央会。略称はJA東京中央会。

## 概要
東京都内の農業協同組合の指導的機関であり、JA東京グループの中心的組織。会員数は22組合。都内農協の組織・事業の経営相談・支援、組合の監査、広報、役職員教育、各種情報提供や農政への意志反映（ロビー活動）、さらに全国組織であるJA全中との連携調整など、多方面からグループ各農協のサポートを行っている。
1955年（昭和30年）に東京都のJAグループの独立的な総合指導機関として設立され、2016年（平成28年）の改正農協法施行により農業協同組合連合会へと移行した。
東京都の農業協同組合および農業協同組合連合会の健全な発達を図る諸活動を通じて、東京都の農業を発展させ地域の食の安全・安心を提供することを目的としている。

## 江戸東京野菜に関する取り組み
江戸時代にルーツをもつ東京の野菜文化を継承するため、江戸東京地域の在来種または在来の栽培法に由来する野菜（伝統野菜）をJA東京中央会で2011年（平成23年）に「江戸東京野菜」と定め、認定および普及活動に務めている。登録品目については随時登録を追加している。なお、「江戸東京野菜」という名称を定めるに際しては、「江戸」が指した地域よりも現在の東京の地域が広がっていること、東京の耕作地が旧来の江戸地域の外の三多摩地域に大きく広がっており、伝統野菜の生産を拡大するにあたり「広く東京都内で生産されたものを都民に提供できるよう」配慮されて定められた。
JA東京中央会では、高校生による料理コンテストの開催など、江戸東京野菜の普及推進に関する各種活動を行っている。

## その他
JA東京グループとしてプロバスケットボールリーグ（B.LEAGUE）チームのアルバルク東京のオフィシャルスポンサーとして活動を行っている。選手に対して食材となる野菜の提供を行うほか、2022年には同チームとのコラボにより東京産野菜を使用した「アルバルク東京カレー」を発売した。

## 刊行書籍
- 『江戸・東京ゆかりの野菜と花』（1992年10月刊、農山漁村文化協会発売、ISBN 4540920650）
- 『江戸・東京暮らしを支えた動物たち』〔企画・発行〕（1996年3月刊、農山漁村文化協会発売、ISBN 4540950789）
- 『あすへ息づく東京「農」の風景 : 写真集』〔編〕（1997年11月刊、家の光協会刊、ISBN 4259545264）
- 『江戸・東京農業名所めぐり』（2002年8月刊、農山漁村文化協会発売、ISBN 4540020609）
- 『JA東京中央会五十年史』（2008年1月刊）